# George Lloyd (baron)
George Ambrose Lloyd, 1. baron Lloyd GCSI, GCIE, DSO, PC (ur. 19 września 1879 w Olton, West Midlands, zm. 4 lutego 1941) – brytyjski polityk konserwatywny i arystokrata. Urzędnik kolonialny, minister oraz przewodniczący Izby Lordów
Ukończył Trinity College na Uniwersytecie Cambridge .
Był gubernatorem Bombaju w latach 1918–1923, a następnie pełnił urząd wysokiego komisarza w Egipcie w latach 1925–1929.
W 1940 Winston Churchill powołał go na stanowisko ministra kolonii w swoim pierwszym rządzie. W tym samym roku Lloyd objął funkcję przewodniczącego Izby Lordów . Obie funkcje pełnił do śmierci w 1941.